# W blasku gwiazd
W blasku gwiazd (ang. The Moon and the Stars) – brytyjsko-włosko-węgierski film wojenny z 2007 roku w reżyserii Johna Irvina.

## Fabuła
Rzym, rok 1939. Rządzi Mussollini, zagrożenie wojną staje się wszechobecne. Włoski producent Davide Rieti szuka pieniędzy na dokończenie filmu Tosca na podstawie opery Pucciniego, ale nie to jest jego największym problemem, gdyż jako Żyd i gej staje się celem ataków bojówek faszystowskich. W międzynarodowej ekipie filmowej dochodzi do spięć na tle politycznym.

## Główne role
- Jonathan Pryce - James Clavel/Scarpia
- Alfred Molina - Davide Rieti
- Catherine McCormack - Kristina Baumgarten/Tosca
- András Bálint - László Molnár
- Roberto Purvis - Alfonso Liguori/Cavaradossi
- Rupert Friend - Renzo Daverio/Spoletta
- Joanna Scanlan - Daisy Burke
- Surama De Castro - Maria Grazia
- Ivano Marescotti - Annibale Merolle
- Niccolò Senni - Marcantonio Altieri
- Francesco De Vito - Gargano
- Pál Mácsai - Otto Walser
- Ignazio Oliva - Marchesini
- András Márton - Arthur Kunz
- Eszter Balla - Sophia